# Back Mesa
Die Back Mesa ist ein 740 m hoher, eisbedeckter Tafelberg mit Felsvorsprüngen auf der westantarktischen James-Ross-Insel. Er ragt östlich des Hidden Lake auf der Ulu-Halbinsel auf.
Im Anschluss an geologische Arbeiten des British Antarctic Survey zwischen 1985 und 1986 benannte ihn das UK Antarctic Place-Names Committee nach Eric Hatfield Back (1920–1999), Leutnant der Freiwilligenreserve der Royal Navy und medizinischer Offizier während der Operation Tabarin auf den Stationen im Port Lockroy (1943–1944) und in der Hope Bay (1944–1945).